# Neoctenus
Neoctenus is een geslacht van spinnen uit de  familie van de Trechaleidae.

## Soorten
- Neoctenus comosus Simon, 1897
- Neoctenus eximius Mello-Leitão, 1938
- Neoctenus finneganae Mello-Leitão, 1948
- Neoctenus peruvianus (Chamberlin, 1916)